# Ernst Curtius
Ernst Curtius (n. 2 septembrie 1814, Lübeck, Germania – d. 11 iulie 1896, Berlin) a fost un istoric și arheolog german, specialist în istoria Greciei și Romei antice.

## Studii
Ernst Curtius era fiul lui Carl Georg Curtius, sindic al orașului Lübeck, și a soției acestuia Dorothea Plessing. El era fratele mai mare al filologului Georg Curtius și bunicul lui Ernst Robert Curtius care a fost și el un renumit specialist în istoria romană.
Ernst Curtius a absolvit liceul Katharineum din Lübeck. Din perioada aceasta datează prietenia sa cu scriitorul Emanuel Geibel. După trecerea examenului de bacalaureat (Abitur), a început să studieze la Universitatea din Bonn, urmând cursurile de istorie antică clasică ale profesorului Friedrich Gottlieb Welcker și cele de filozofie ale lui Christian August Brandis. În toamna anului 1834 s-a transferat la Universitatea din Göttingen. Aici a urmat cursurile profesorului Karl Otfried Müller, a cărui imagine generală a istoriei culturii antice clasice a constituit orientarea de bază a activității lui Ernst Curtius. Din toamna anului 1835 el și-a continuat studiile cu profesorul Philipp August Böckh la Universitatea din Berlin.
În anul 1837 profesorul său de la Bonn, Christian Brandis, i-a facilitat plecarea la Atena, unde și-a continuat studiile, câștigându-și existența ca tutore al copiilor lui Brandis. În casa profesorului Brandis a făcut cunoștință cu colaboratorii săi de mai târziu, Ludwig Ross, Heinrich Nikolaus Ulrichs și Eduard von Erhard.
De la Atena, Curtius a efectuat mai multe călătorii prin Grecia și Italia în compania geografului Carl Ritter. În 1838 s-a reîntâlnit cu Emanuel Geibel, care călătorea și el în Grecia. Apoi a mai făcut o călătorie în Peloponez cu profesorul său, Karl Müller. Profesorul a murit în timpul acestei călătorii, iar Curtius i-a adus corpul la Atena, înmormântându-l în cimitirul de pe dealul Kolonos, în nordul Atenei.

## Activitate didactică
La sfârșitul anului 1840, Curtius s-a întors la Berlin iar în decembrie 1841 și-a trecut examenul de licență  la Universitatea din Halle cu profesorul Moritz Hermann Meier, prezentând disertația Commentatio de portubus Athenarum. După o perioadă de probă ca profesor de gimnaziu, Curtius și-a trecut examenul de docență (Habilitation) cu lucrarea Anecdota Delphica despre diferite inscripții din Delphi, lucrare pe care o începuse cu profesorul Karl Otfried Müller în timpul călătoriei în Pelononez. În toamna anului 1844, Curtius a fost avansat la funcția de profesor extraordinar al Universității din Berlin și a fost numit preceptor al prințului Frederic de Prusia (viitorul rege Frederic III al Prusiei și împărat Frederic I al Germaniei). 
În 1850 Curtius s-a căsătorit la Berlin cu Auguste Besser, văduva librarului Wilhelm Besser. Ei au avut un fiu, Friedrich Curtius. Auguste a murit însă după un an de căsnicie, iar în 1853, Ernst Curtius s-a căsătorit cu Clara Reichhelm. Din această căsnicie au avut o fiică, Dora, care s-a măritat mai târziu cu geologul Richard B. Lepsius.
La 10 ianuarie 1852 Curtius a ținut conferința despre orașul Olympia care a stârnit un mare interes și a dus la inițierea primelor excavații arheologice din acest oraș.
În 1853, Ernst Curtius a fost numit membru ordinar al Academiei Regale de Științe din Berlin (Königliche Akademie der Wissenschaften in Berlin), iar în 1871 a fost promovat pe postul de șef (Sekretär) al secției de filologie clasică, funcție pe care a păstrat-o pe toată durata vieții sale.
Între 1855 și 1867 Curtius a fost profesor la Universitatea din Göttingen. La moartea lui Eduard von Gerhard în 1867, Curtius a preluat catedra acestuia fiind numit profesor de arheologie. În paralel, a deținut funcția de director al muzeului Altes Museum din  Berlin.

## Cercetări arheologice
După războiul din 1871, Institutul arheologic a fost transformat în organizație de stat. În același timp, parlamentul german a decis să înființeze la Atena o filială a institutului.
În toamna anului 1871 Curtius, însoțit de o echipă numeroasă de colaboratori, a făcut o călătorie de studii la Olimpia și a început excavații arheologice. Echipa condusă de Curtius a reușit să găsească statuia lui Hermes de Praxitele și multe alte sculpturi de mare valoare artistică. Din echipa de specialiști care l-a însoțit cu această ocazie au făcut parte și arhitecții Friedrich Adler și Wilhelm Dörpfeld. Tot în această perioadă a început cooperarea dintre Curtius și Johann August Kaupert.
Ernst Curtius a murit în vârstă de 82 ani la 11 iulie 1896 la Berlin.

## Opere
- Akropolis von Athen. Ein Vortrag. - Berlin, 1844
- Altertum und Gegenwart. - Berlin, 1.1875 - 2.1882
- Anecdota Delphica. - Berlin, 1843
- Atlas von Athen (zusammen mit Johann August Kaupert). - Berlin, 1878
- Ausgrabungen zu Olympia (zusammen mit Friedrich Adler). - Berlin, 1.1877 - 3.1878
- Beiträge zur Geschichte und Topographie Kleinasiens. - Berlin, 1872
- Ephesus. - Berlin, 1874
- Griechische Geschichte. - Berlin, 1.1857 - 3.1861
- Inscriptiones atticae duodecim. - Berlin, 1843
- Ionier. - Berlin, 1855
- Klassische Studien (zusammen mit Emanuel Geibel). - Bonn, 1840
- Naxos. - Berlin, 1846
- Olympia. - Berlin, 1852
- Peloponnes. - Gotha, 1.1851 - 2.1852
- Sieben Karten zur Topographie von Athen nebst erläuterndem Text. - Gotha, 1868
- Über den religiösen Charakter der griechischen Münzen. - Berlin, 1872